# Bršljenasti žeravac
Bršljenasti žeravac (štitasti žeravac, lat. Pelargonium peltatum), trajnica, puzeći ili padajući grm iz porodice iglicovki. Vrsta je pelargonije ili žeravca, porijeklom iz Južnoafričke Republike, odakle je uvezena i u neke druge države po sjevernoj i Južnoj Americi i Europi (uključujući Hrvatsku)
Postoji više kultivara: ‘Amethyst Lachskonigin’, ‘Tavira’, ‘Purple Emperor’, ‘Purple Unique’, ‘Rollinson’s Unique’, ‘Rouletta’, ‘Royal Oak’, Schone Helena’, ‘Spinter Series’, ‘Timothy Clifford’ i ‘Tip Top Duet’.